# Andrew Fisher
Andrew Fisher (Crosshouse (Schotland), 29 augustus 1862  - Londen (Engeland), 22 oktober 1928) was een Australisch politicus. Hij was de 5e premier van Australië.

## Levensloop
Fisher werd geboren in Schotland. Op tienjarige leeftijd begon hij te werken in een kolenmijn. Als actief lid van de vakbond nam hij in 1881 deel aan een staking waarbij de mijnwerkers een hoger salaris eisten. De staking mislukte en Fisher verloor zijn baan. Omdat hij geen ander werk kon vinden emigreerde hij in 1885 samen met zijn broer naar Australië. Daar vond hij werk als machinist bij een mijnbouwbedrijf (voor de aansturing van de vrachtkarretjes in de mijnen).
In Australië voegde Fisher zich bij de Labor-partij. In 1893 werd hij voor die partij gekozen in het parlement van de staat Queensland. In zijn maiden speech riep hij op tot een inperking van de militaire uitgaven met 50 procent en sprak hij zijn steun uit voor de vorming van een federatie. In 1896 verloor hij zijn parlementszetel. Op dat moment was hij opgeklommen tot vicefractievoorzitter. Vervolgens startte hij met andere een krant genaamd Gympie Truth. Met de krant als pr-middel slaagde hij er in in 1899 terug te keren naar het parlement.
Nadat in 1901 de federatie gevormd was werd Fisher gekozen in het eerste federale parlement. In 1904 trad Alfred Deakin van de Protectionistische Partij af als premier. George Reid, leider van de Vrijhandelspartij, weigerde het over nemen. Daarom vormde de Labor-partij de regering met Chris Watson aan het hoofd. Fisher was lid van de regering als minister van Handel. De regering hield vier maanden stand. Toen Watson in 1907 terugtrad volgde Fisher hem op als partijleider.

### Eerste periode als premier
Binnen Labor was er veel onvrede over de minderheidsregering van Deakin. De premier zocht in 1908 toenadering, maar de coalitiebesprekingen mislukten. Deakin stapte daarom op en Fisher volgde hem op. Zijn regering besloot tot de bouw van de nieuwe hoofdstad Canberra.  In mei 1909 vormde de Vrijhandelspartij samen met het liberale deel van de Protectionistische Partij een nieuwe partij, namelijk de  Commonwealth Liberale Partij, met Deakin aan het hoofd. De nieuw gevormde partij had een meerderheid in het parlement en Deakin wisselde stuivertje met Fisher en volgde hem op als premier.

### Tweede periode als premier
Bij de parlementsverkiezingen van 1910 wist Labor een meerderheid te behalen in zowel het Huis van Afgevaardigden als in de Senaat. De tweede regering van Fisher voerde veel hervormingen door. Er werd besloten tot de bouw van de Trans-Australian Railway, de vestiging van de Commonwealth Bank en de Royal Australian Navy. Verder kwamen er uniforme posttarieven voor heel Australië, een maximale werkduur en meer maatregels die moesten leiden tot betere arbeidsomstandigheden. Ook kwam er een belasting op landbezit, waarmee de regering grootgrondbezit wilde tegen gaan en werd de kindersterfte tegen gegaan omdat meer zwangere vrouwen voortaan een arts konden bezoeken.
De regering van Fisher wilde dat de staat meer mogelijkheden kreeg bepaalde bedrijven te nationaliseren. Voorstellen in die richting werden tweemaal door middel van een referendum door de regering weggestemd. In 1913 verloor de Labor-partij de verkiezingen van de Commonwealth Liberal Party die geleid werd door Joseph Cook. Het verschil was een zetel.
De nieuwe regering van Cook had te maken met een Labor-meerderheid in de Senaat. Deze blokkeerde alle wetgeving. Gouverneur-generaal Ronald Munro Ferguson ontbond daarom in 1914 beide wetgevende kamers. Midden tijdens de verkiezingscampagne brak de Eerste Wereldoorlog uit. Australië vocht in de oorlog zij aan zij met Groot-Brittannië. De verkiezingen draaiden eropuit dat de Labor-partij wederom een meerderheid hadden in beide wetgevende vergaderingen.

### Derde periode als premier
Fisher moest aan het begin van zijn derde termijn als premier snel maatregelen nemen zodat Australië op een optimale wijze aan de oorlog kon deelnemen. Fisher bracht twee maanden in Nieuw-Zeeland door om oorlogsmaatregelen te bespreken. In deze periode was partijgenoot Billy Hughes waarnemend premier. In december 1914 stemde het parlement in met een wet waarbij een oorlogspensioen werd gegarandeerd voor de (nakomelingen van omgekomen) slachtoffers.
Meer dan achtduizend Australiërs verloren in 1915 het leven tijdens de gevechten rond Gallipoli aan de Turkse kust, in Australische ogen mede door het disfunctioneren van meerdere Britse generaals. De Australische regering besloot daarom tot het terugtrekken van de Australische troepen in de regio rond Turkije.

### Ambassadeur naar het Verenigd Koninkrijk
Wegens gezondheidsproblemen legde Fisher in oktober 1915 het premierschap neer. Hughes was zijn opvolger. Fisher zelf vervolgde zijn carrière als Australisch ambassadeur in het Verenigd Koninkrijk. Deze functie vervulde hij van 1916 tot 1921. In deze periode kwam hij in botsing met de nieuwe premier omdat hij weigerde Hughes te steunen bij zij besluit de dienstplicht in te voeren. De ambassadeur nam ook deel aan een commissie die het geallieerde optreden tijdens de mislukte Gallipoli-campagne onderzocht. De commissie concludeerde dat deze slecht gepland was en de moeilijkheden onderschat waren, maar deze constateringen hadden voor niemand zware gevolgen. Fisher had verder gewild als ambassadeur, maar premier Hughes stond dat in de weg. Hij bleef in Londen wonen en overleed in 1928 door griep.
- Australian Dictionary of Biography: fisher-andrew-378
- Biblioteca Nacional de España: XX5064244
- Bibliothèque nationale de France: cb167498890 (data)
- Gemeinsame Normdatei: 122882385
- International Standard Name Identifier: 0000 0000 8200 577X
- Library of Congress Control Number: n2008025748
- Nationale bibliotheek van Australië: 35086187
- Nationale Bibliotheek van Israël: 987007572250005171
- SNAC: w6tx3mr1
- Trove: 469236
- Virtual International Authority File: 15664437
- WorldCat: E39PBJgCGPJCYDKcyRkDkVqmh3